# St. Sebald (Schwabach)

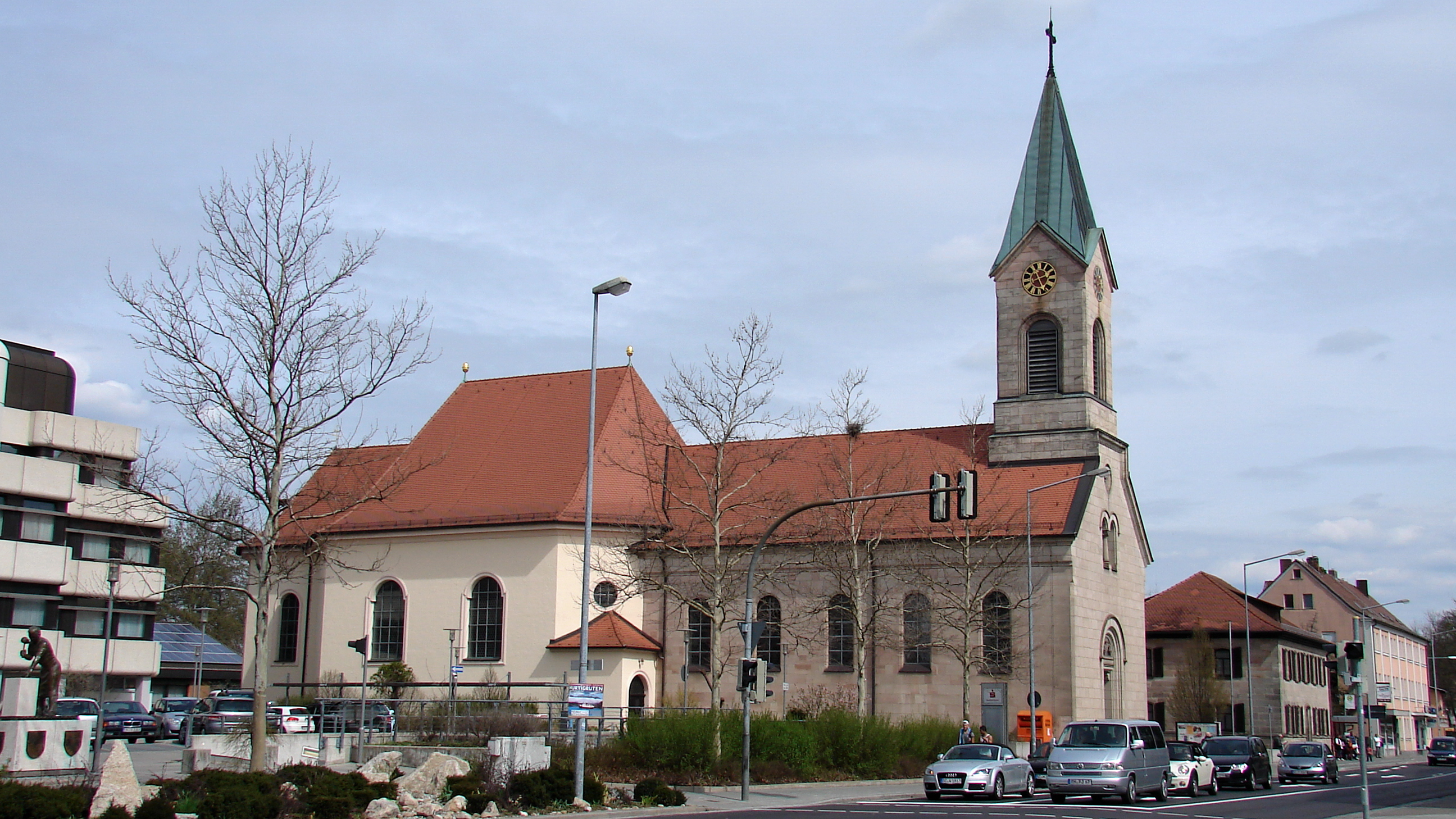
Außenansicht

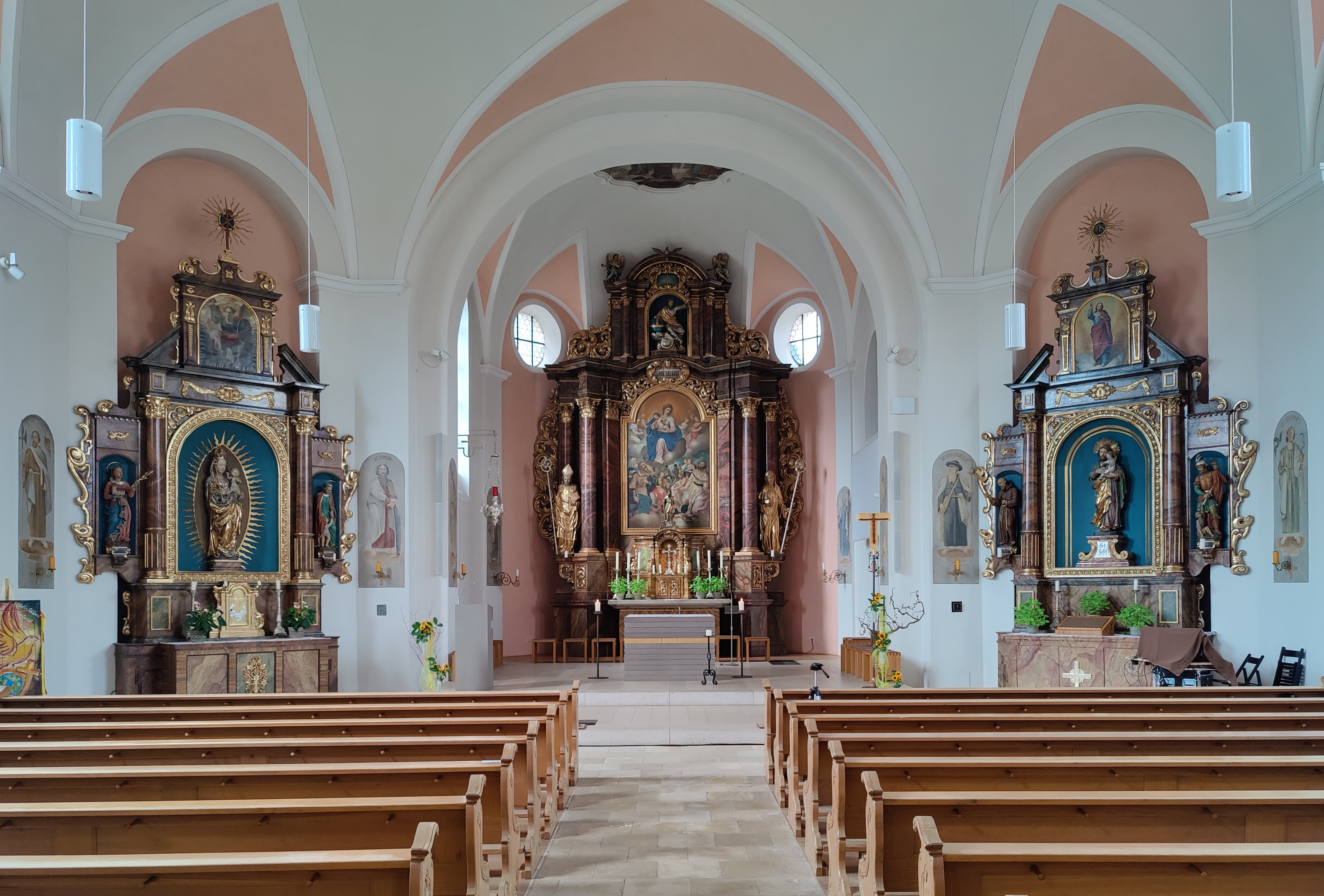
Innenraum

St. Sebald ist eine römisch-katholische Pfarrkirche in der Stadt Schwabach im Regierungsbezirk Mittelfranken in Bayern. Sie gehört zum Dekanat Roth-Schwabach im Bistum Eichstätt.

## Geschichte
Die katholischen Christen gehörten nach der Reformation zur Pfarrei St. Jakobus in Abenberg. 1840 wurde in Schwabach eine eigenständige Pfarrei.
Die Kirche wurde von 1848 bis 1850 nach Plänen von Alphons Kohler errichtet. Unter Leitung von Otto Schulz wurde die Kirche zwischen 1923 und 1926 erweitert. Eine Innensanierung mit Neugestaltung des Altarraums erfolgte 2015/2016.
1877 wurde Maria Aufnahme in den Himmel in Roth Expositur und 1910 Pfarrei. 1902 wurde Herz-Jesu-Kirche in Feucht Expositur und 1921 selbständige Pfarrei. St. Walburga in Eibach wurde 1912 Expositur und 1921 Pfarrei. 1967 wurde St. Peter und Paul in Schwabach geweiht, 1969 eigenständige Pfarrei und 2014 wieder eingegliedert.

## Beschreibung
Kirchenpatron ist Sebaldus von Nürnberg. Die Kirche liegt an der Ludwigstraße nahe der Schwabacher Altstadt.
Es handelt sich um einen neuromanischen Sandsteinquaderbau mit Satteldach. Der nördlich anschließende neobarocke Erweiterungsbau weist einen oktogonalen Grundriss auf.

### Orgel

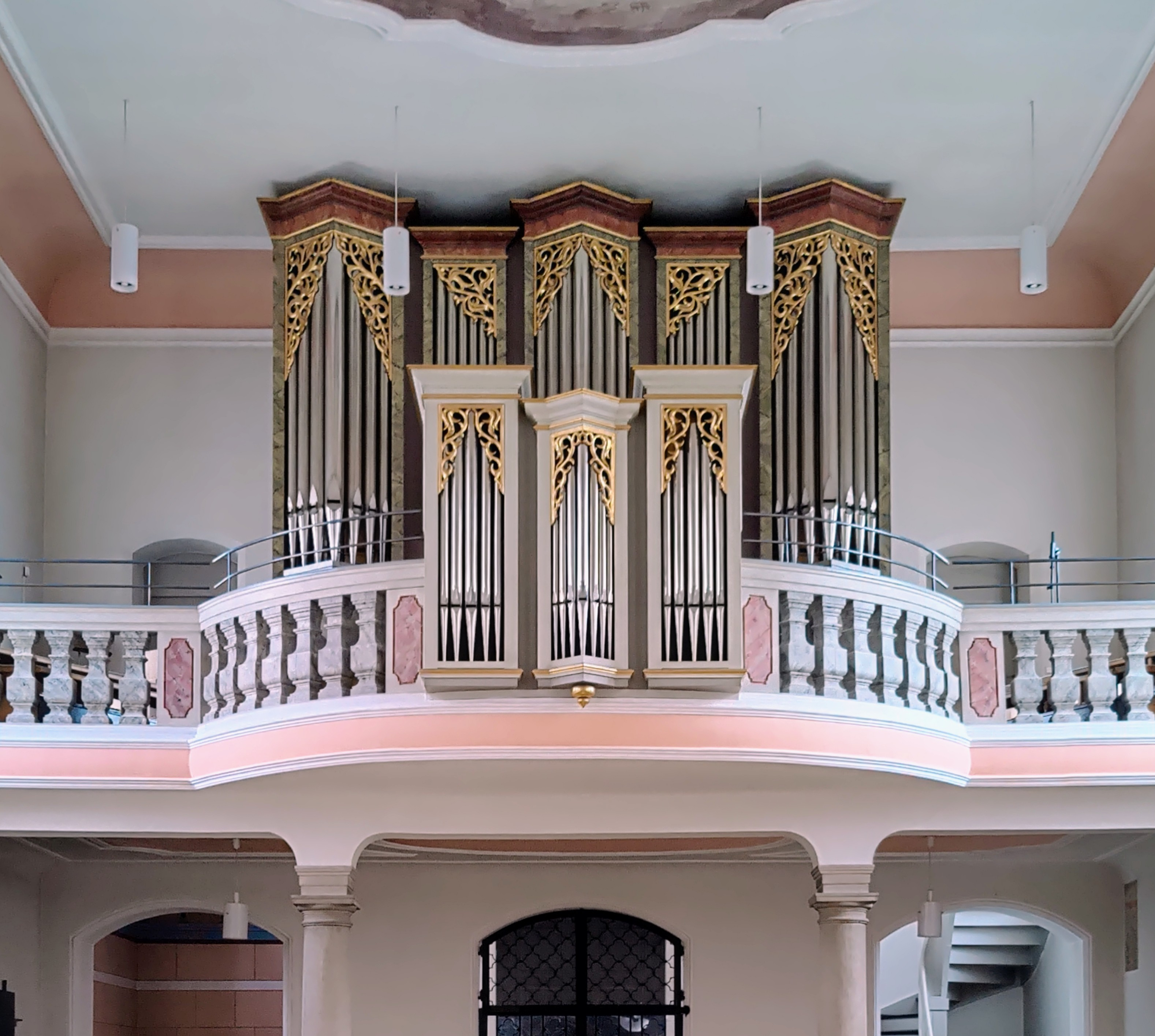
Orgel

WRK Orgelbau baute 1982 die rein mechanische Schleifladen-Orgel mit 25 Registern auf zwei Manualen und Pedal. Ein Überholung fand durch den Orgelbau Friedrich 2016 statt.
| I Rückpositiv   |                |
| Quintatön       | 8′             |
| Gedeckt         | 8′             |
| Prinzipal       | 4′             |
| Rohrflöte       | 4′             |
| Sesquialtera II | 2 ⁄3′ + 1 3⁄5′ |
| Flachflöte      | 2′             |
| Larigot         | 1 ⁄3′          |
| Scharff III     | 1′             |
| Krummhorn       | 8′             |
| Tremolo         |                |

| II Hauptwerk |       |
| Pommer       | 16′   |
| Prinzipal    | 8′    |
| Hohlflöte    | 8′    |
| Gamba        | 8′    |
| Oktave       | 4′    |
| Nachthorn    | 4′    |
| Quinte       | 2 ⁄3′ |
| Superoktave  | 2′    |
| Mixtur III   | 1 ⁄3′ |
| Trompete     | 8′    |

| Pedal       |       |
| Subbaß      | 16′   |
| Oktavbaß    | 8′    |
| Rohrgedackt | 8′    |
| Choralbaß   | 4′    |
| Mixtur III  | 2 ⁄3′ |
| Posaune     | 16′   |

### Geläut
Das Geläut besteht aus drei Glocken.